# Бурмистрова, Наталья Олеговна
 Ната́лья Оле́говна Бурми́строва  (род. 19 ноября 1978, Усолье-Сибирское, Иркутская область) — российская актриса театра и кино.

## Биография
Родилась в городе Усолье-Сибирское (Иркутская область). В шестилетнем возрасте переехала с родителями в Латвийскую ССР, где и окончила школу.
Поступила в Ленинградский институт точной механики и оптики, но, не найдя себя в выбранной специальности, на втором курсе ушла из института, поступила в Санкт-Петербургскую академию театрального искусства на курс А. Д. Андреева.
С 2001 г., по окончании академии, до 2008 года — актриса Театра комедии имени Н. П. Акимова.
Стала известной благодаря роли Ларисы, одной из главных героев популярного сериала «Агентство НЛС», в который её пригласили ещё студенткой, заметив на дипломном спектакле.

## Творчество

### Роли в театре

#### Театр комедии имени Акимова
- «Как важно быть серьёзным», по пьесе Оскара Уайльда — Гвендолен Ферфакс
- «Доктор философии», комедия Бранислава Нушича — Клара
- «Виндзорские проказницы» — Анна Пейдж
- «Джельсомино в стране лжецов», спектакль для детей по сказке Джанни Родари — Первая кошка
- «Кошка, которая гуляла сама по себе», спектакль для детей по Редьярду Киплингу — Корова

#### Молодёжная театральная режиссерская лаборатория «ОN.ТЕАТР»
- «Блондинка», спектакль по пьесе А. Володина — Ирина

### Фильмография
- Телесериалы:
  - 2001 — Агентство НЛС — Лариса
  - 2002 — Агентство НЛС 2 — Лариса
  - 2004 — Агент национальной безопасности 5 — Хельга
  - 2004 — Улицы разбитых фонарей 6 — Татьяна, медсестра
  - 2005 — Всё золото мира — Марина
  - 2005 — Вепрь — Ольга Петровна Белявская в молодости
  - 2006 — Столыпин… Невыученные уроки — Вера
  - 2006 — Пари — Ольга
  - 2007 — Тайны следствия 7 — Элла Сурикова
  - 2009 — Ментовские войны 4 — Елена, жена Шилова
  - 2009 — Ментовские войны. Эпилог — Елена, жена Шилова
  - 2010 — Слово женщине — Марина
  - 2010 — Дорожный патруль 4 — Лена
  - 2011 — Шеф — Лидия Маслова, жена/вдова Маслова, любовница Тихомирова
  - 2012 — Наркотрафик — Людмила
  - 2012 — Остров ненужных людей — Зоя Сергеевна
  - 2012 — Дыши со мной. Счастье взаймы — адвокат Галина
  - 2012 — Дыши со мной 2 — адвокат Галина
  - 2013 — Крик совы — Прошкина
  - 2013 — Кулинар 2 — Катя Колоницкая
  - 2014 — Иные — Надежда
  - 2015 — Невский — Вера Любимова, жена Любимова, владелец антикварных салонов
  - 2015 — Город особого назначения — Анфиса Константиновна Иноземцева
  - 2016 — Семейный альбом
  - 2017 — Акватория — полковник ФЭС Виктория Петровна Коробейникова
  - 2017 — Невский. Проверка на прочность — Вера Любимова, жена Любимова, владелец антикварных салонов
  - 2018 — Реализация — риэлтор
  - 2018 — Великолепная пятёрка — Анжелика
  - 2019 — Подкидыш — Элла Карелина
  - 2020 — Шерлок в России — домохозяйка в доме Холмогорова
- Фильмы:
  - 2002 — Письма к Эльзе — дочь Маши
  - 2005 — Лопухи — Маша
  - 2005 — Полумгла — Евдокия
  - 2006 — Алька — Маша
  - 2007 — 7 кабинок — Татьяна
  - 2007 — План «Б» — Ирина
  - 2007 — Счастье моё — Лера
  - 2008 — Заговор — Головина
  - 2008 — Любовь ещё быть может — Лариса
  - 2008 — Эхо из прошлого — Альбина
  - 2009 — И один в поле воин
  - 2009 — Эхо из прошлого — Альбина
  - 2009 — Эра Стрельца 3 — Элла
  - 2009 — Блудные дети — Наталья Булкина
  - 2011 — Искупление — Ольга Иванова
  - 2011 — Беглец — Бэлла
  - 2011 — Суходол — Клавдия Марковна
  - 2011 — Игры детей взрослого возраста — Ирина
  - 2011 — Мой дом — моя крепость — Лена Усачёва
  - 2011 — Надежда — Надежда Короткова
  - 2012 — Мальчики — продавец цветов
  - 2012 — Механик — жена Горячева
  - 2012 — Афродиты — Александра Николаевна
  - 2012 — Маша — Ольга
  - 2013 — Двойной блюз
  - 2015 — Спутники (мини-сериал)
  - 2015 — Полёт белой стрелы
  - 2015 — киножурнал «Петротрэшъ. Большие надежды» (Эпизод 1 «Без купюр»)
  - 2016 — киножурнал «Петротрэшъ. Большие надежды» (Эпизоды 3 «Тайны следствия», 4 «Чудотворцы»)
  - 2017 — Анатомия драмы (киножурнал «Петротрэшъ. Большие надежды». Эпизод 6) — Машенька
  - 2019 — С тобой хочу я быть всегда — Антонина
  - 2024 -- Царские подарки (мини-сериал)

### Актриса: дубляж
- - 2005 — Русалочка 2: Возвращение в море — Моргана
  - 2012 — Звёздные войны — Мать Талзин (межгалактическая ведьма)
  - 2010-2014 — Рыбология — Шелси (1 сезон)
  - 2013 — Итальянские истории — Анита
  - 2014 — Малефисента — тизер

## Награды
- 2010 год: Победитель всероссийского фестиваля — лаборатории «ON.ТЕАТР.ru» в номинации за «лучшую женскую роль» в спектакле «Блондинка»[2].